# 8人の女たち
『8人の女たち』（はちにんのおんなたち、仏: Huit Femmes ）は、フランスの劇作家ロベール・トマ作の戯曲。

1961年8月28日にパリのエドワード7世劇場で初演。2002年に映画化された。

## あらすじ
1950年代、郊外の屋敷が舞台。クリスマスのために集まる家族と、忙しく働く使用人の目の前で、屋敷の主人が死体で発見される。彼の背中には短剣が刺さっており、自殺ではない。雪に降り込められた屋敷の中にいる8人の女性のうち、誰が犯人か互いに探り出すうち、隠されていた事実が次々と明らかになってゆく。

## 登場人物
ギャビー
マミーの長女で、殺害されたマルセルの妻。
シュゾン
ギャビーの長女。大学生。
カトリーヌ
ギャビーの次女。推理小説好き。
マミー
ギャビーとオーギュスティーヌの母。足が悪く車椅子に乗っている。
オーギュスティーヌ
マミーの次女。体が弱く、ひねくれ者。
シャネル
メイド。長年この家の世話をしている。
ルイーズ
メイド。新入り。
ピエレット
マルセルの妹。元ストリッパー。

## 初演時の配役
- ギャビー：Mony Dalmès
- シュゾン：Corinne The Colt
- カトリーヌ：Bernadette Robert
- マミー：Madeleine Clervanne
- オーギュスティーヌ：Jacqueline Jefford
- シャネル：Madeleine Barbulée
- ルイーズ：Nadia Barentin
- ピエレット：Claude Génia

## 映画
2002年、フランスで映画版が制作された。監督はフランソワ・オゾン。密室ミステリーだが、フランスを代表する8人の女優が歌って踊るミュージカル仕立てになっており、話題になった。
2002年のベルリン国際映画祭では、8人の女優達に対して銀熊賞が与えられた。

### キャスト（映画）
※括弧内は日本語吹替
- ギャビー：カトリーヌ・ドヌーヴ（鈴木弘子）
- オーギュスティーヌ：イザベル・ユペール（唐沢潤）
- ルイーズ：エマニュエル・ベアール（日野由利加）
- ピエレット：ファニー・アルダン（宮寺智子）
- シュゾン：ヴィルジニー・ルドワイヤン（安藤麻吹）
- マミー：ダニエル・ダリュー（竹口安芸子）
- カトリーヌ：リュディヴィーヌ・サニエ（岡寛恵）
- シャネル：フィルミーヌ・リシャール（藤生聖子）

### 使用された曲
1. （歌）リュディヴィーヌ・サニエ / Papa t'es plus dans l'coup
2. （歌）イザベル・ユペール / Message personnel
3. （歌）ファニー・アルダン / A quoi sert de vivre libre
4. （歌）ヴィルジニー・ルドワイヤン / Mon amour, mon ami
5. （歌）フィルミーヌ・リシャール / Pour ne pas vivre seul
6. （歌）エマニュエル・ベアール / Pile ou face
7. （歌）カトリーヌ・ドヌーヴ / Toi jamais
8. （歌）ダニエル・ダリュー / Il n'y a pas d'amour heureux

### 製作
イザベル・アジャーニに出演をオファーしたが「ほかのスター女優たちと一緒はいやだ」と断られたとオゾン監督はインタビューで語っている。

## 日本での舞台上演

### 2004年
2004年11月19日~12月12日、アートスフィアで上演。

主催・アートスフィア及びテレビ東京、製作・スフィア、企画製作・アトリエ・ダンカン。

#### キャスト
- ギャビー：木の実ナナ
- シュゾン：佐藤江梨子
- カトリーヌ：ソニン
- マミー：喜多道枝[注 1]
- オーギュスティーヌ：安寿ミラ
- シャネル：岡本麗
- ルイーズ：毬谷友子
- ピエレット：山本陽子

#### スタッフ
- 演出：江守徹
- 翻訳：和田誠一

### 2011年
主催・企画及び製作はQuaras。

#### 日程
| 初日          | 最終日         | 劇場                             |
| 2011年12月9日 | 2011年12月25日 | 東京都・ル テアトル銀座 by PARCO |
| 2012年1月6日  | 2012年1月9日   | 大阪府・森ノ宮ピロティホール     |
| 2012年1月13日 | 2012年1月14日  | 愛知県・ウインクあいち           |

#### キャスト
- ピエレット：浅野温子
- ギャビー：大地真央
- マミー：加賀まりこ
- オーギュスティーヌ：戸田恵子
- マダム・シャネル：荻野目慶子
- ルイーズ：牧瀬里穂
- シュゾン：マイコ
- カトリーヌ：南沢奈央

#### スタッフ
- 演出・上演台本：G2
- 美術：松井るみ
- 照明：高見和義
- 音楽：佐藤史朗
- 音響：井上正弘
- 衣裳：原まさみ
- ヘアメイク：田中エミ
- アクションコーディネーター：諸鍛冶裕太
- 翻訳：柏木しょうこ、岩辺いずみ
- 演出助手：河合範子
- 舞台監督：廣瀬次郎
- プロデューサー：麻田幹太、古田直子
- 企画・プロデュース：松野博文

### 2016年
2016年3月25日~3月30日、恵比寿・エコー劇場で、テアトル･エコー SIDE Bにより上演。

上演タイトルは『8人の女』。

#### キャスト
- ギャビー：南風佳子
- シュゾン：寺川府公子
- カトリーヌ：おまたかな
- マミー：丸山裕子
- オーギュスティーヌ：小野寺亜希子
- シャネル：渡辺真砂子
- ルイーズ：中芝綾
- ピエレット：薬師寺種子

#### スタッフ
- 翻訳：上原一子
- 上演台本・演出：小山希美

### 2019年
2019年11月13日~11月17日、東京・あうるすぽっとで、T-PROJECTにより上演。

#### キャスト
- ギャビー：石井麗子
- シュゾン：嶋村脩
- カトリーヌ：植田千尋
- シャネル夫人：早野ゆかり
- マミー：三好美智子
- ピエレット：名塚佳織
- ルイーズ：ゆきのさつき
- オーギュスティーヌ：朝倉佐知

#### スタッフ
- 翻訳：小田島恒志/小田島則子
- 演出：田中正彦

### 2021年
2021年10月14日~2021年10月17日  、東京・ウッディシアター中目黒にて上演。 

劇団Rainbow Jam制作・出演。

#### キャスト
- ギャビー：貴城けい
- キャトリーヌ：ゆめ真音
- マミー：高山京子
- オーギュスティーヌ：福島宏美
- シャネル夫人：佐藤真代/小堺美佳（Wキャスト）
- シュゾン：中川梨恵
- ピエレット：福嶋仁美
- ルイズ：櫻井由佳

#### スタッフ
- 翻訳：和田誠一
- 演出：深井邦彦

### 2022年
全配役を宝塚歌劇団OG（元トップスター及びトップ娘役）で揃え上演。
企画・制作及び主催は梅田芸術劇場。

#### 日程
| 初日          | 最終日        | 劇場                                        |
| 2022年8月27日 | 2022年9月4日  | 東京都・サンシャイン劇場                    |
| 2022年9月9日  | 2022年9月12日 | 大阪府・梅田芸術劇場 シアター・ドラマシティ |

#### キャスト
- ギャビー：湖月わたる
- オーギュスティーヌ：水夏希
- ピエレット：珠城りょう
- ルイーズ：夢咲ねね
- シュゾン：蘭乃はな
- カトリーヌ：花乃まりあ
- マミー：真琴つばさ
- シャネル：久世星佳

#### スタッフ
- 上演台本・演出：板垣恭一
- 翻訳：山口景子
- 美術：乘峯雅寛
- 照明：三澤裕史
- 音響：友部秋一
- 音楽：かみむら周平
- 衣裳：十川ヒロコ
- ヘアメイク：佐藤裕子
- アクションコーディネーター：渥美博
- 振付：当銀大輔
- 演出助手：髙野玲
- 舞台監督：藤崎遊